# Rabenstein (Zwiesel)

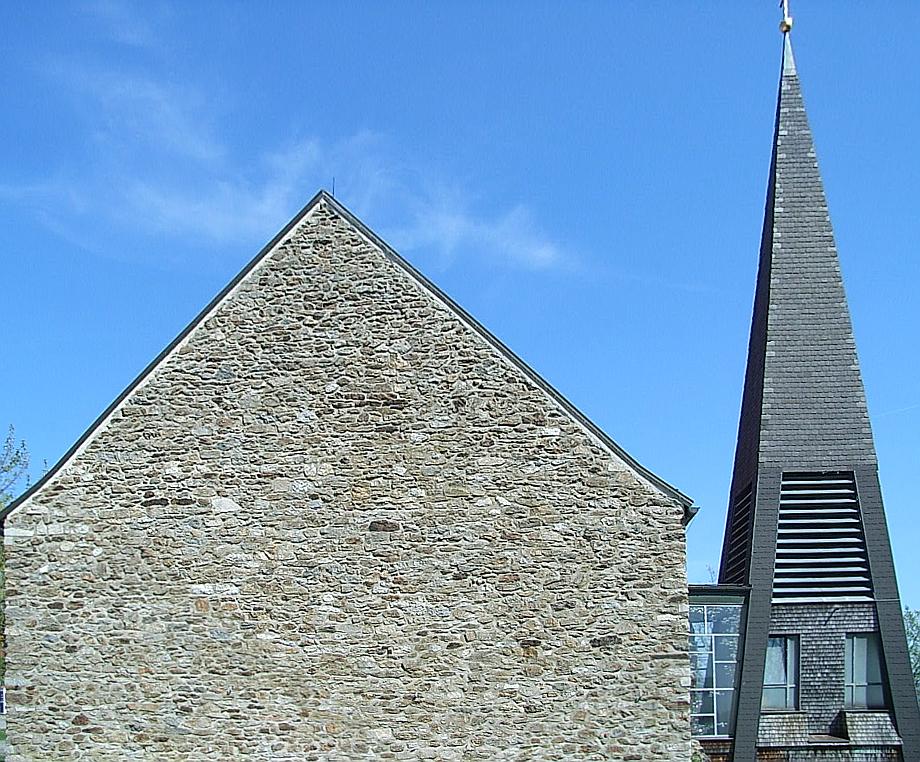
Die Filialkirche St. Johannes Nepomuk

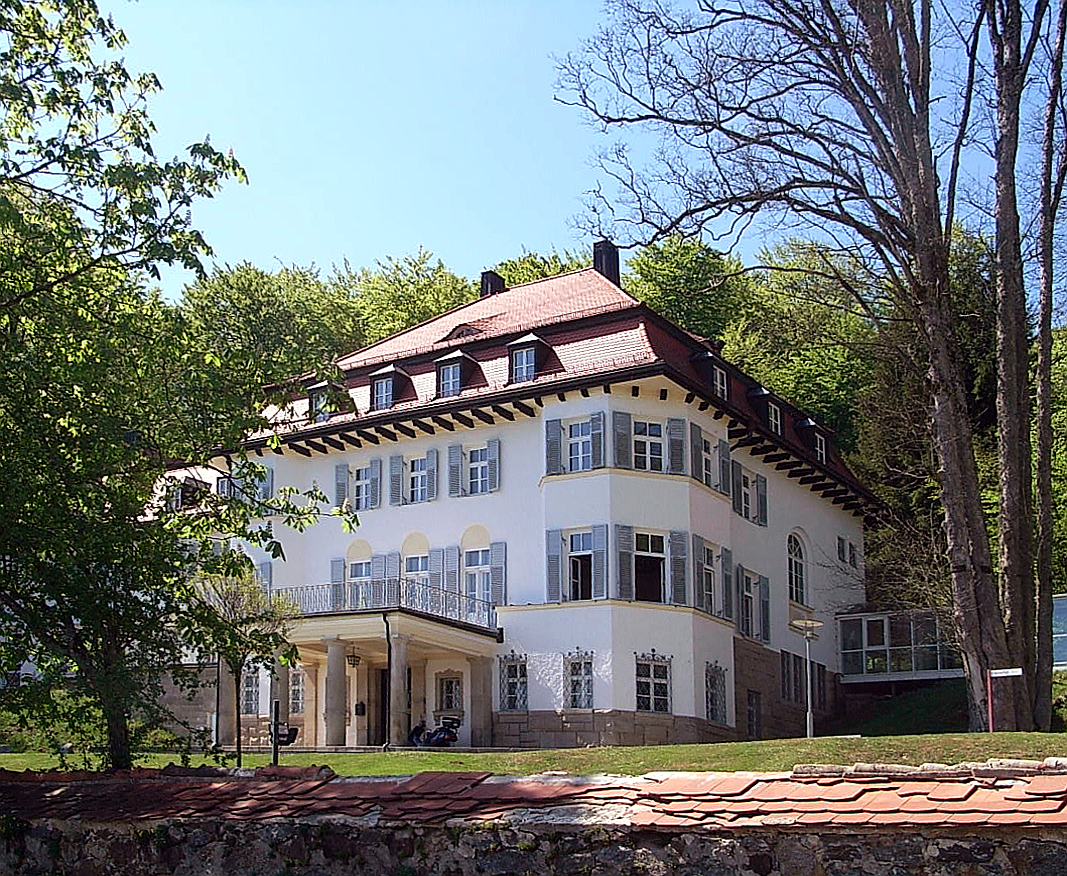
Das Neue Schloss

Rabenstein ist ein Ortsteil der Stadt Zwiesel im niederbayerischen Landkreis Regen.

## Lage
Das Dorf Rabenstein liegt etwa drei Kilometer nordwestlich von Zwiesel am Fuße des Hennenkobels.

## Geschichte
Rabenstein wurde erstmals zwischen 1301 und 1312 unter der Bezeichnung „Robenstain“ im niederbayerischen Salbuch Monumenta Boica erwähnt. Schon 1421 gab es hier eine Glashütte, in der Butzenscheiben und Perlen für Rosenkränze hergestellt wurden, deshalb „Paternosterhütte“ genannt.
Auch in den folgenden Jahrhunderten war Rabenstein ein typischer Glasmacherort. Die erste Hütte stand mitten im Dorf. 1552 wurde ein Hüttenherr Thomas Rabensteiner erwähnt, dem Hans Rabensteiner folgte. 1596 war hier Georg Rabensteiner Hüttenmeister. Später kamen weitere Hütten dazu, doch gingen sie bis 1758 wieder ein. 1636 verkaufte das Landgericht Zwiesel das Hüttengut Rabenstein an Jakob Greiner. 1741 erwarb es Franz Hilz, 1744 wurde Felix Martin Kiesling, der die Witwe Anna Maria Hilz geb. Stadler heiratete, Hüttenmeister. Die Familie Kiesling, seit 1793 von Kiesling, hatte bis 1847 große Bedeutung für Rabenstein. Am 15. Januar 1847 verkauften die Erben das Gut mit 6.212 Tagwerk und 45 Häusern und bedeutendem Waldbesitz für 300.000 Gulden an den Staat.
Ein Kiesling erbaute 1785 das „Alte Schloss“, ein Herrenhaus, das 1847 von einem königlichen Revierförster bezogen wurde. Es diente nun als Forstamt und fiel am 17. Dezember 1961 einem Brand zum Opfer. Ebenfalls 1785 wurde das Schulhaus errichtet, das man 1992 abbrach.
Am Hennenkobel war in der Nähe ein Quarzbruch, der später ein bedeutender Mineralienfundort wurde. Hier wurde beim abgegangenen Ort Althütte 1817 an Stelle einer eingegangenen Hütte noch einmal eine Glashütte errichtet, doch brannte sie bereits 1820 ab. 1822 erstellte man an ihrer Stelle eine Hütte in Schachtenbach, die man 1850 nach Regenhütte verlegte.
In Rabenstein soll der sagenumwobene Waldprophet Mühlhiasl als Viehhirt gelebt haben oder doch zumindest, wenn es sich bei Mühlhiasl um eine Konstruktion aus zwei verschiedenen Personen handeln sollte, der „Waldprophet“ Stormberger.
In der Nähe von Rabenstein befindet sich der abgegangene Weiler Ableg, den bis Mitte der 1960er Jahre zunächst Glasmacher und Aschenbrenner, später Holzhauer bewohnten.

### Die Gemeinde Rabenstein
Rabenstein gehörte von 1821 bis 1866 zur Gemeinde Klautzenbach. Am 15. August 1866 wurde Rabenstein durch Ausgliederung aus Klautzenbach zu einer selbständigen Gemeinde und behielt diesen Status bis Ende 1977. Es hatte diese Bürgermeister:
| - Michael Weber (1866–1876) - Johann Kargus (1875–1881 und 1887–1895) - Max Kagerbauer (1881–1887 und 1905–1912) - Max Thurner (1895–1905, 1914–1918 und 1919–1930) - Jakob Merz (1912–1914 und 1918–1919) - Gregor Schaffner (1930–1933 und 1945–1946) | - Wilhelm Petrich (1933–1942) - Franz Beer (1942–1945) - Max Geiß (1946–1948) - Ludwig Schiller (1948–1955) - Max Killinger (1955–1972) - Rudolf Saller (1972–1977) |

Das seit 1847 bestehende Forstamt Rabenstein wurde 1973 aufgelöst und in das Forstamt Bodenmais eingegliedert. Am 1. Januar 1978 wurde Rabenstein im Zuge der Gemeindegebietsreform nach Zwiesel, der Ortsteil Regenhütte mit Schachtenbach dagegen nach Bayerisch Eisenstein umgegliedert. Rabenstein ist auch ein Fremdenverkehrs- und Wintersportort. Am 31. Dezember 2006 hatte Rabenstein 749 Einwohner.

## Sehenswürdigkeiten

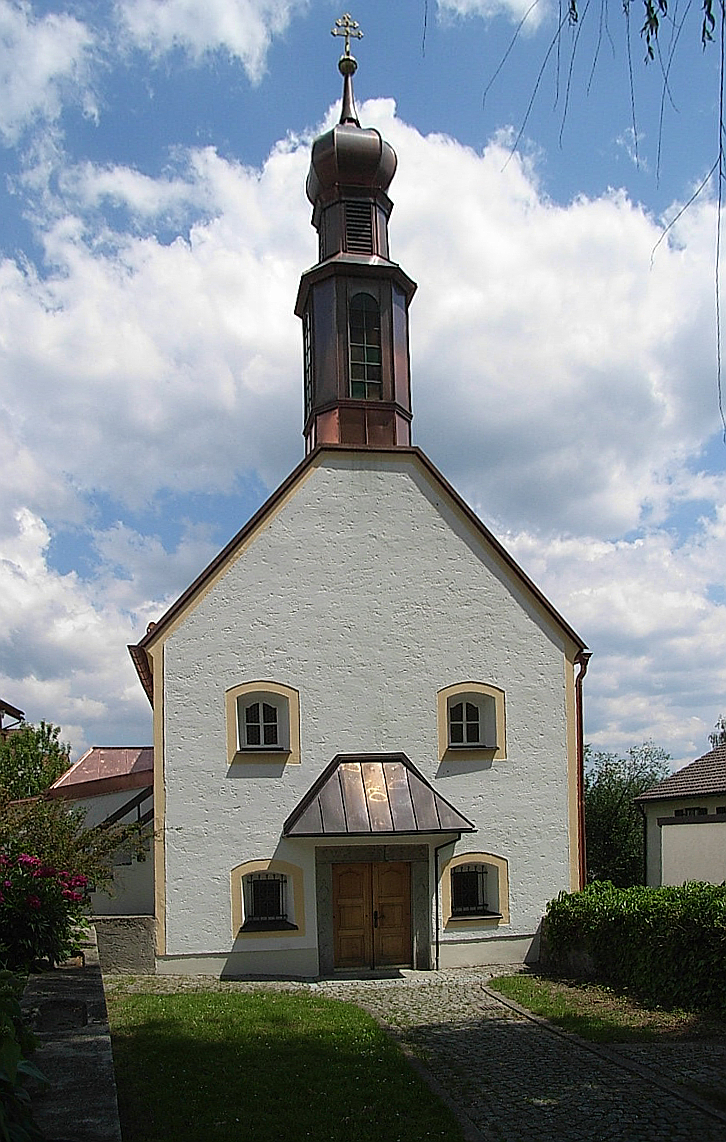
Die ehemalige Schlosskapelle

- Die ehemalige Schlosskapelle St. Georg aus dem Jahr 1815 besitzt einen neugotischen Altar.
- Der ehemalige Schlossstadel aus dem Jahr 1767 wurde 1966 zur katholischen Filialkirche St. Johannes Nepomuk umgebaut. Sie erhielt einen Rokokoaltar aus dem Kloster Niederaltaich, der zuvor in der Schlosskapelle gestanden hatte. Er wurde um 1750 in der Klosterschreinerei von Benjamin Schretter aus Hengersberg gefertigt und stand in einer Nebenkapelle des Klosters. Nach der Säkularisation erwarben ihn die Kieslings für ihre Kapelle.
- Neues Schloss. Die ursprüngliche Villa, ein Holzbau im venezianischen Stil, wurde 1863 vom letzten Glashüttenpächter Wilhelm Steigerwald erbaut und von verschiedenen Besitzern als Fremdenpension betrieben. Im Frühjahr 1912 kaufte sie Egon von Poschinger von Theresienthal, ließ sie abreißen und durch das Neue Schloss ersetzen.

## Vereine
- Burschenverein Rabenstein
- Dorfverein Rabenstein e. V.
- Freiwillige Feuerwehr Rabenstein
- Männergesangsverein Rabenstein
- SpVgg. Rabenstein-Klautzenbach e. V.
- Turnverein Rabenstein
- Wintersportverein Rabenstein

## Berühmte Persönlichkeiten
- Josephine Schneider-Foerstl (1885–1973)